# Mathias Pangerl
Mathias Pangerl (10. března 1834, Hodňov – 14. ledna 1879, Arco v Tridentsku) byl český německy mluvící historik a archivář. Původně působil jako archivář schwarzenberského archivu ve Vídni a na sklonku svého života (1875) jako profesor pomocných věd historických na pražské univerzitě.

## Život
Mathias Pangerl se narodil v Hodňově (Honetschlag) 10. března 1834. Navštěvoval budějovické gymnázium, poté studoval v letech 1855-1858 na univerzitě v Praze a v letech 1858-1859 ve Vídni. Od roku 1859 pořádal ve Štýrském Hradci archivy několika tamních klášterů a roku 1866 nastoupil práci ve vídeňském ústředním archivu rodu Schwarzenberků. V lednu roku 1875 získal na univerzitě v bavorském Würzburgu titul doktora filosofie a v květnu téhož roku byl povolán jako mimořádný profesor historických věd na univerzitu v Praze. Mathias Pangerl zemřel v jihotyrolském, dnes italském Arco u Gardského jezera 14. ledna 1879 na plicní chorobu. Na rodném stavení v Hodňově byla v roce 1903 odhalena na jeho počest pamětní deska.

## Dílo
- Urkundenbuch des Cistercienserstiftes B. Mariae V. zu Hohenfurt in Böhmen, Wien 1865
- Die beiden ältesten Todtenbücher des Benedictinerstiftes Sankt Lambrecht in Obersteier, Wien 1869
- Urkundenbuch des ehemaligen Cistercienserstiftes Goldenkron in Böhmen, Wien 1872
- Die Choden zu Taus, Prag 1875
- Das Buch der Malerzeche in Prag, Wien 1878

### Výběr z článků
- Über Johannes Mannesdorfer, Chronisten des Klosters St. Lambrecht (1864)
- Studien zur Geschichte des Klosters St. Lambrecht (1865 und 1866)
- Maria Zell. Ein Beitrag von seiner Gründung bis zu seiner Übertragung in die Stadt (1868)
- Über Johann Albert Kendlmayer und seine Chronik des Chorherrenstiftes zu Rottenmann 1480–1580 (1868)
- Wok von Rosenberg (1870)
- Die Eremitage von Heuraffel (1871)
- Zawisch von Falkenstein (1872)
- Zur Geschichte des böhmischen Hospitals in Rom, Mittheilungen des Vereines für Geschichte der Deutschen in Böhmen, 12 (1874) 205-212.
- Die Witigonen (1874)
- Über Städtegründer und Städtegründungen in Böhmen und Mähren (1877)